# Spirito Santo (Reggio Calabria)
Spirito Santo è uno dei quartieri a est del centro storico di Reggio Calabria e forma con Trabocchetto e Condera la IV circoscrizione comunale.
Nell'ultimo decennio il quartiere ha vissuto un notevole sviluppo demografico. Vi si trovano alcuni degli edifici più grandi della città fra cui il Centro direzionale di Reggio Calabria e il nuovo Palazzo di Giustizia.
A pochi passi dal quartiere si trova il santuario dove sono esposte le spoglie di San Gaetano Catanoso.